# Svetovno prvenstvo v hokeju na ledu 1972
Svetovno prvenstvo v hokeju na ledu 1972 je bilo devetintrideseto Svetovno prvenstvo v hokeju na ledu. Potekalo je med 3. marcem in 22. aprilom 1972 v Pragi, Češkoslovaška (skupina A), Bukarešti (skupina B) in Miercurea Ciucu (skupina C), Romunija. Zlato medaljo je osvojila češkoslovaška reprezentanca, srebrno sovjetska, bronasto pa švedska, v konkurenci dvajsetih reprezentanc, enajstič tudi jugoslovanske, ki je osvojila dvanajsto mesto. To je bil za češkoslovaško reprezentanco tretji naslov svetovnega prvaka, s tem je prekinila serijo devetih zaporednih naslovov sovjetske reprezentance. Istega leta je potekal tudi olimpijski hokejski turnir, ki je do sedaj vselej štel tudi za Svetovno prvenstvo. 

## Dobitniki medalj
| Zlato | Srebro | Bron |
| ČeškoslovaškaJiří Holeček Vladimír Dzurilla Oldřich Machač František Pospíšil Josef Horešovský Jiří Bubla Rudolf Tajcnár Milan Kužela Vladimír Bednář Jan Klapáč Jaroslav Holík Jiří Holík Jiří Kochta Václav Nedomanský Július Haas Vladimír Martinec Ivan Hlinka Bohuslav Šťastný Josef Paleček Richard Farda | Sovjetska zvezaVladislav Tretjak Vladimir Šepovalov Genadij Cigankov Aleksander Gusev Valerij Vasiljev Aleksander Ragulin Viktor Kuzkin Vladimir Lutčenko Igor Romiševski Vladimir Vikulov Aleksander Malcev Valerij Harlamov Boris Mihajlov Vladimir Petrov Vjačeslav Soloduhin Jurij Blinov Vladimir Šadrin Aleksander Jakušev Jevgenij Mišakov Vjačeslav Anisin | ŠvedskaChrister Abrahamsson Leif Holmqvist Thommy Abrahamsson Thommie Bergman Curt Larsson Kjell-Rune Milton Bert-Ola Nordlander Lars-Erik Sjöberg Stig Östling Inge Hammarström Stig-Göran Johansson Hans Lindberg Mats Lindh Tord Lundström Lars-Göran Nilsson Björn Palmqvist Håkan Pettersson Håkan Wickberg Mats Åhlberg Björn Johansson |

## Tekme

### Skupina A
| 7. april 1972 | Češkoslovaška | 19:1 | Švica | Praga, Češkoslovaška |

| Poročilo tekme      | Poročilo tekme | Poročilo tekme | Poročilo tekme | Poročilo tekme |
| ------------------- | -------------- | -------------- | -------------- | -------------- |
| Začetek: ni podatka |                |                |                |                |

| 7. april 1972 | Sovjetska zveza | 11:0 | Zahodna Nemčija | Praga, Češkoslovaška |

| Poročilo tekme      | Poročilo tekme | Poročilo tekme | Poročilo tekme | Poročilo tekme |
| ------------------- | -------------- | -------------- | -------------- | -------------- |
| Začetek: ni podatka |                |                |                |                |

| 8. april 1972 | Švedska | 12:1 | Švica | Praga, Češkoslovaška |

| Poročilo tekme      | Poročilo tekme | Poročilo tekme | Poročilo tekme | Poročilo tekme |
| ------------------- | -------------- | -------------- | -------------- | -------------- |
| Začetek: ni podatka |                |                |                |                |

| 8. april 1972 | Finska | 8:5 | Zahodna Nemčija | Praga, Češkoslovaška |

| Poročilo tekme      | Poročilo tekme | Poročilo tekme | Poročilo tekme | Poročilo tekme |
| ------------------- | -------------- | -------------- | -------------- | -------------- |
| Začetek: ni podatka |                |                |                |                |

| 9. april 1972 | Češkoslovaška | 4:1 | Švedska | Praga, Češkoslovaška |

| Poročilo tekme      | Poročilo tekme | Poročilo tekme | Poročilo tekme | Poročilo tekme |
| ------------------- | -------------- | -------------- | -------------- | -------------- |
| Začetek: ni podatka |                |                |                |                |

| 9. april 1972 | Sovjetska zveza | 10:2 | Finska | Praga, Češkoslovaška |

| Poročilo tekme      | Poročilo tekme | Poročilo tekme | Poročilo tekme | Poročilo tekme |
| ------------------- | -------------- | -------------- | -------------- | -------------- |
| Začetek: ni podatka |                |                |                |                |

| 10. april 1972 | Češkoslovaška | 8:1 | Zahodna Nemčija | Praga, Češkoslovaška |

| Poročilo tekme      | Poročilo tekme | Poročilo tekme | Poročilo tekme | Poročilo tekme |
| ------------------- | -------------- | -------------- | -------------- | -------------- |
| Začetek: ni podatka |                |                |                |                |

| 10. april 1972 | Sovjetska zveza | 10:2 | Švica | Praga, Češkoslovaška |

| Poročilo tekme      | Poročilo tekme | Poročilo tekme | Poročilo tekme | Poročilo tekme |
| ------------------- | -------------- | -------------- | -------------- | -------------- |
| Začetek: ni podatka |                |                |                |                |

| 11. april 1972 | Švedska | 10:0 | Zahodna Nemčija | Praga, Češkoslovaška |

| Poročilo tekme      | Poročilo tekme | Poročilo tekme | Poročilo tekme | Poročilo tekme |
| ------------------- | -------------- | -------------- | -------------- | -------------- |
| Začetek: ni podatka |                |                |                |                |

| 11. april 1972 | Finska | 3:2 | Švica | Praga, Češkoslovaška |

| Poročilo tekme      | Poročilo tekme | Poročilo tekme | Poročilo tekme | Poročilo tekme |
| ------------------- | -------------- | -------------- | -------------- | -------------- |
| Začetek: ni podatka |                |                |                |                |

| 12. april 1972 | Švedska | 2:1 | Finska | Praga, Češkoslovaška |

| Poročilo tekme      | Poročilo tekme | Poročilo tekme | Poročilo tekme | Poročilo tekme |
| ------------------- | -------------- | -------------- | -------------- | -------------- |
| Začetek: ni podatka |                |                |                |                |

| 12. april 1972 | Češkoslovaška | 3:3 | Sovjetska zveza | Praga, Češkoslovaška |

| Poročilo tekme      | Poročilo tekme | Poročilo tekme | Poročilo tekme | Poročilo tekme |
| ------------------- | -------------- | -------------- | -------------- | -------------- |
| Začetek: ni podatka |                |                |                |                |

| 13. april 1972 | Zahodna Nemčija | 6:3 | Švica | Praga, Češkoslovaška |

| Poročilo tekme      | Poročilo tekme | Poročilo tekme | Poročilo tekme | Poročilo tekme |
| ------------------- | -------------- | -------------- | -------------- | -------------- |
| Začetek: ni podatka |                |                |                |                |

| 14. april 1972 | Češkoslovaška | 5:3 | Finska | Praga, Češkoslovaška |

| Poročilo tekme      | Poročilo tekme | Poročilo tekme | Poročilo tekme | Poročilo tekme |
| ------------------- | -------------- | -------------- | -------------- | -------------- |
| Začetek: ni podatka |                |                |                |                |

| 14. april 1972 | Sovjetska zveza | 11:2 | Švedska | Praga, Češkoslovaška |

| Poročilo tekme      | Poročilo tekme | Poročilo tekme | Poročilo tekme | Poročilo tekme |
| ------------------- | -------------- | -------------- | -------------- | -------------- |
| Začetek: ni podatka |                |                |                |                |

| 15. april 1972 | Češkoslovaška | 12:2 | Švica | Praga, Češkoslovaška |

| Poročilo tekme      | Poročilo tekme | Poročilo tekme | Poročilo tekme | Poročilo tekme |
| ------------------- | -------------- | -------------- | -------------- | -------------- |
| Začetek: ni podatka |                |                |                |                |

| 15. april 1972 | Sovjetska zveza | 7:0 | Zahodna Nemčija | Praga, Češkoslovaška |

| Poročilo tekme      | Poročilo tekme | Poročilo tekme | Poročilo tekme | Poročilo tekme |
| ------------------- | -------------- | -------------- | -------------- | -------------- |
| Začetek: ni podatka |                |                |                |                |

| 16. april 1972 | Švedska | 8:5 | Švica | Praga, Češkoslovaška |

| Poročilo tekme      | Poročilo tekme | Poročilo tekme | Poročilo tekme | Poročilo tekme |
| ------------------- | -------------- | -------------- | -------------- | -------------- |
| Začetek: ni podatka |                |                |                |                |

| 16. april 1972 | Finska | 13:3 | Zahodna Nemčija | Praga, Češkoslovaška |

| Poročilo tekme      | Poročilo tekme | Poročilo tekme | Poročilo tekme | Poročilo tekme |
| ------------------- | -------------- | -------------- | -------------- | -------------- |
| Začetek: ni podatka |                |                |                |                |

| 17. april 1972 | Češkoslovaška | 2:0 | Švedska | Praga, Češkoslovaška |

| Poročilo tekme      | Poročilo tekme | Poročilo tekme | Poročilo tekme | Poročilo tekme |
| ------------------- | -------------- | -------------- | -------------- | -------------- |
| Začetek: ni podatka |                |                |                |                |

| 17. april 1972 | Sovjetska zveza | 7:2 | Finska | Praga, Češkoslovaška |

| Poročilo tekme      | Poročilo tekme | Poročilo tekme | Poročilo tekme | Poročilo tekme |
| ------------------- | -------------- | -------------- | -------------- | -------------- |
| Začetek: ni podatka |                |                |                |                |

| 18. april 1972 | Češkoslovaška | 8:1 | Zahodna Nemčija | Praga, Češkoslovaška |

| Poročilo tekme      | Poročilo tekme | Poročilo tekme | Poročilo tekme | Poročilo tekme |
| ------------------- | -------------- | -------------- | -------------- | -------------- |
| Začetek: ni podatka |                |                |                |                |

| 18. april 1972 | Sovjetska zveza | 14:0 | Švica | Praga, Češkoslovaška |

| Poročilo tekme      | Poročilo tekme | Poročilo tekme | Poročilo tekme | Poročilo tekme |
| ------------------- | -------------- | -------------- | -------------- | -------------- |
| Začetek: ni podatka |                |                |                |                |

| 19. april 1972 | Švedska | 7:1 | Zahodna Nemčija | Praga, Češkoslovaška |

| Poročilo tekme      | Poročilo tekme | Poročilo tekme | Poročilo tekme | Poročilo tekme |
| ------------------- | -------------- | -------------- | -------------- | -------------- |
| Začetek: ni podatka |                |                |                |                |

| 19. april 1972 | Finska | 9:1 | Švica | Praga, Češkoslovaška |

| Poročilo tekme      | Poročilo tekme | Poročilo tekme | Poročilo tekme | Poročilo tekme |
| ------------------- | -------------- | -------------- | -------------- | -------------- |
| Začetek: ni podatka |                |                |                |                |

| 20. april 1972 | Švedska | 4:5 | Finska | Praga, Češkoslovaška |

| Poročilo tekme      | Poročilo tekme | Poročilo tekme | Poročilo tekme | Poročilo tekme |
| ------------------- | -------------- | -------------- | -------------- | -------------- |
| Začetek: ni podatka |                |                |                |                |

| 20. april 1972 | Češkoslovaška | 3:2 | Sovjetska zveza | Praga, Češkoslovaška |

| Poročilo tekme      | Poročilo tekme | Poročilo tekme | Poročilo tekme | Poročilo tekme |
| ------------------- | -------------- | -------------- | -------------- | -------------- |
| Začetek: ni podatka |                |                |                |                |

| 21. april 1972 | Zahodna Nemčija | 4:1 | Švica | Praga, Češkoslovaška |

| Poročilo tekme      | Poročilo tekme | Poročilo tekme | Poročilo tekme | Poročilo tekme |
| ------------------- | -------------- | -------------- | -------------- | -------------- |
| Začetek: ni podatka |                |                |                |                |

| 22. april 1972 | Češkoslovaška | 8:2 | Finska | Praga, Češkoslovaška |

| Poročilo tekme      | Poročilo tekme | Poročilo tekme | Poročilo tekme | Poročilo tekme |
| ------------------- | -------------- | -------------- | -------------- | -------------- |
| Začetek: ni podatka |                |                |                |                |

| 22. april 1972 | Sovjetska zveza | 3:3 | Švedska | Praga, Češkoslovaška |

| Poročilo tekme      | Poročilo tekme | Poročilo tekme | Poročilo tekme | Poročilo tekme |
| ------------------- | -------------- | -------------- | -------------- | -------------- |
| Začetek: ni podatka |                |                |                |                |

#### Lestvica
OT-odigrane tekme, z-zmage, n-neodločeni izidi, P-porazi, DG-doseženo goli, PG-prejeti goli, GR-gol razlika, T-točke.
| # | Reprezentanca   | OT | Z | N | P | DG | PG | GR  | T  |
| - | --------------- | -- | - | - | - | -- | -- | --- | -- |
| 1 | Češkoslovaška   | 10 | 9 | 1 | 0 | 72 | 16 | +56 | 19 |
| 2 | Sovjetska zveza | 10 | 7 | 2 | 1 | 78 | 17 | +61 | 16 |
| 3 | Švedska         | 10 | 5 | 1 | 4 | 49 | 33 | +16 | 11 |
| 4 | Finska          | 10 | 4 | 0 | 6 | 47 | 48 | -1  | 8  |
| 5 | Zahodna Nemčija | 10 | 2 | 0 | 8 | 21 | 76 | -35 | 4  |
| 6 | Švica           | 10 | 1 | 0 | 9 | 19 | 96 | -87 | 2  |

- Švicarska reprezentanca je izpadla v skupino B.

### Skupina B
| 24. marec 1972 | ZDA | 5:3 | Jugoslavija | Bukarešta, Romunija |

| Poročilo tekme      | Poročilo tekme | Poročilo tekme | Poročilo tekme | Poročilo tekme |
| ------------------- | -------------- | -------------- | -------------- | -------------- |
| Začetek: ni podatka |                |                |                |                |

| 24. marec 1972 | Poljska | 9:1 | Norveška | Bukarešta, Romunija |

| Poročilo tekme      | Poročilo tekme | Poročilo tekme | Poročilo tekme | Poročilo tekme |
| ------------------- | -------------- | -------------- | -------------- | -------------- |
| Začetek: ni podatka |                |                |                |                |

| 24. marec 1972 | Vzhodna Nemčija | 7:1 | Japonska | Bukarešta, Romunija |

| Poročilo tekme      | Poročilo tekme | Poročilo tekme | Poročilo tekme | Poročilo tekme |
| ------------------- | -------------- | -------------- | -------------- | -------------- |
| Začetek: ni podatka |                |                |                |                |

| 25. marec 1972 | Romunija | 3:2 | Jugoslavija | Bukarešta, Romunija |

| Poročilo tekme      | Poročilo tekme | Poročilo tekme | Poročilo tekme | Poročilo tekme |
| ------------------- | -------------- | -------------- | -------------- | -------------- |
| Začetek: ni podatka |                |                |                |                |

| 26. marec 1972 | Vzhodna Nemčija | 5:2 | Norveška | Bukarešta, Romunija |

| Poročilo tekme      | Poročilo tekme | Poročilo tekme | Poročilo tekme | Poročilo tekme |
| ------------------- | -------------- | -------------- | -------------- | -------------- |
| Začetek: ni podatka |                |                |                |                |

| 26. marec 1972 | ZDA | 14:5 | Japonska | Bukarešta, Romunija |

| Poročilo tekme      | Poročilo tekme | Poročilo tekme | Poročilo tekme | Poročilo tekme |
| ------------------- | -------------- | -------------- | -------------- | -------------- |
| Začetek: ni podatka |                |                |                |                |

| 27. marec 1972 | Vzhodna Nemčija | 4:3 | Jugoslavija | Bukarešta, Romunija |

| Poročilo tekme      | Poročilo tekme | Poročilo tekme | Poročilo tekme | Poročilo tekme |
| ------------------- | -------------- | -------------- | -------------- | -------------- |
| Začetek: ni podatka |                |                |                |                |

| 27. marec 1972 | Poljska | 11:1 | Japonska | Bukarešta, Romunija |

| Poročilo tekme      | Poročilo tekme | Poročilo tekme | Poročilo tekme | Poročilo tekme |
| ------------------- | -------------- | -------------- | -------------- | -------------- |
| Začetek: ni podatka |                |                |                |                |

| 27. marec 1972 | Romunija | 7:2 | Norveška | Bukarešta, Romunija |

| Poročilo tekme      | Poročilo tekme | Poročilo tekme | Poročilo tekme | Poročilo tekme |
| ------------------- | -------------- | -------------- | -------------- | -------------- |
| Začetek: ni podatka |                |                |                |                |

| 29. marec 1972 | ZDA | 6:5 | Vzhodna Nemčija | Bukarešta, Romunija |

| Poročilo tekme      | Poročilo tekme | Poročilo tekme | Poročilo tekme | Poročilo tekme |
| ------------------- | -------------- | -------------- | -------------- | -------------- |
| Začetek: ni podatka |                |                |                |                |

| 29. marec 1972 | Japonska | 4:4 | Norveška | Bukarešta, Romunija |

| Poročilo tekme      | Poročilo tekme | Poročilo tekme | Poročilo tekme | Poročilo tekme |
| ------------------- | -------------- | -------------- | -------------- | -------------- |
| Začetek: ni podatka |                |                |                |                |

| 29. marec 1972 | Romunija | 0:7 | Poljska | Bukarešta, Romunija |

| Poročilo tekme      | Poročilo tekme | Poročilo tekme | Poročilo tekme | Poročilo tekme |
| ------------------- | -------------- | -------------- | -------------- | -------------- |
| Začetek: ni podatka |                |                |                |                |

| 30. marec 1972 | Romunija | 3:8 | Vzhodna Nemčija | Bukarešta, Romunija |

| Poročilo tekme      | Poročilo tekme | Poročilo tekme | Poročilo tekme | Poročilo tekme |
| ------------------- | -------------- | -------------- | -------------- | -------------- |
| Začetek: ni podatka |                |                |                |                |

| 30. marec 1972 | ZDA | 5:1 | Norveška | Bukarešta, Romunija |

| Poročilo tekme      | Poročilo tekme | Poročilo tekme | Poročilo tekme | Poročilo tekme |
| ------------------- | -------------- | -------------- | -------------- | -------------- |
| Začetek: ni podatka |                |                |                |                |

| 30. marec 1972 | Poljska | 5:3 | Jugoslavija | Bukarešta, Romunija |

| Poročilo tekme      | Poročilo tekme | Poročilo tekme | Poročilo tekme | Poročilo tekme |
| ------------------- | -------------- | -------------- | -------------- | -------------- |
| Začetek: ni podatka |                |                |                |                |

| 1. april 1972 | Romunija | 10:3 | Japonska | Bukarešta, Romunija |

| Poročilo tekme      | Poročilo tekme | Poročilo tekme | Poročilo tekme | Poročilo tekme |
| ------------------- | -------------- | -------------- | -------------- | -------------- |
| Začetek: ni podatka |                |                |                |                |

| 1. april 1972 | Jugoslavija | 11:5 | Norveška | Bukarešta, Romunija |

| Poročilo tekme      | Poročilo tekme | Poročilo tekme | Poročilo tekme | Poročilo tekme |
| ------------------- | -------------- | -------------- | -------------- | -------------- |
| Začetek: ni podatka |                |                |                |                |

| 1. april 1972 | ZDA | 5:6 | Poljska | Bukarešta, Romunija |

| Poročilo tekme      | Poročilo tekme | Poročilo tekme | Poročilo tekme | Poročilo tekme |
| ------------------- | -------------- | -------------- | -------------- | -------------- |
| Začetek: ni podatka |                |                |                |                |

| 2. april 1972 | Romunija | 2:4 | ZDA | Bukarešta, Romunija |

| Poročilo tekme      | Poročilo tekme | Poročilo tekme | Poročilo tekme | Poročilo tekme |
| ------------------- | -------------- | -------------- | -------------- | -------------- |
| Začetek: ni podatka |                |                |                |                |

| 2. april 1972 | Japonska | 6:3 | Jugoslavija | Bukarešta, Romunija |

| Poročilo tekme      | Poročilo tekme | Poročilo tekme | Poročilo tekme | Poročilo tekme |
| ------------------- | -------------- | -------------- | -------------- | -------------- |
| Začetek: ni podatka |                |                |                |                |

| 2. april 1972 | Poljska | 3:2 | ZDA | Bukarešta, Romunija |

| Poročilo tekme      | Poročilo tekme | Poročilo tekme | Poročilo tekme | Poročilo tekme |
| ------------------- | -------------- | -------------- | -------------- | -------------- |
| Začetek: ni podatka |                |                |                |                |

#### Lestvica
OT-odigrane tekme, z-zmage, n-neodločeni izidi, P-porazi, DG-doseženo goli, PG-prejeti goli, GR-gol razlika, T-točke.
| #  | Reprezentanca   | OT           | Z            | N            | P            | DG           | PG           | GR           | T            |
| -- | --------------- | ------------ | ------------ | ------------ | ------------ | ------------ | ------------ | ------------ | ------------ |
| 7  | Poljska         | 6            | 6            | 0            | 0            | 41           | 12           | +29          | 12           |
| 8  | ZDA             | 6            | 5            | 0            | 1            | 39           | 22           | +17          | 10           |
| 9  | Vzhodna Nemčija | 6            | 4            | 0            | 2            | 31           | 18           | +13          | 8            |
| 10 | Romunija        | 6            | 3            | 0            | 3            | 25           | 26           | -1           | 6            |
| 11 | Japonska        | 6            | 1            | 1            | 4            | 20           | 49           | -29          | 3            |
| 12 | Jugoslavija     | 6            | 1            | 0            | 5            | 25           | 28           | -3           | 2            |
| 13 | Norveška        | 6            | 0            | 1            | 5            | 15           | 41           | -26          | 1            |
| X  | Francija        | ni nastopila | ni nastopila | ni nastopila | ni nastopila | ni nastopila | ni nastopila | ni nastopila | ni nastopila |

- Poljska reprezentanca se je uvrstila v skupino A.
- Norveška in francoska reprezentanca sta izpadli v skupino C.

### Skupina C
| 3. marec 1972 | Bolgarija | 3:4 | Kitajska | Miercurea Ciucu, Romunija |

| Poročilo tekme      | Poročilo tekme | Poročilo tekme | Poročilo tekme | Poročilo tekme |
| ------------------- | -------------- | -------------- | -------------- | -------------- |
| Začetek: ni podatka |                |                |                |                |

| 3. marec 1972 | Madžarska | 11:4 | Danska | Miercurea Ciucu, Romunija |

| Poročilo tekme      | Poročilo tekme | Poročilo tekme | Poročilo tekme | Poročilo tekme |
| ------------------- | -------------- | -------------- | -------------- | -------------- |
| Začetek: ni podatka |                |                |                |                |

| 4. marec 1972 | Italija | 3:1 | Nizozemska | Miercurea Ciucu, Romunija |

| Poročilo tekme      | Poročilo tekme | Poročilo tekme | Poročilo tekme | Poročilo tekme |
| ------------------- | -------------- | -------------- | -------------- | -------------- |
| Začetek: ni podatka |                |                |                |                |

| 4. marec 1972 | Avstrija | 4:2 | Danska | Miercurea Ciucu, Romunija |

| Poročilo tekme      | Poročilo tekme | Poročilo tekme | Poročilo tekme | Poročilo tekme |
| ------------------- | -------------- | -------------- | -------------- | -------------- |
| Začetek: ni podatka |                |                |                |                |

| 5. marec 1972 | Italija | 6:2 | Bolgarija | Miercurea Ciucu, Romunija |

| Poročilo tekme      | Poročilo tekme | Poročilo tekme | Poročilo tekme | Poročilo tekme |
| ------------------- | -------------- | -------------- | -------------- | -------------- |
| Začetek: ni podatka |                |                |                |                |

| 5. marec 1972 | Nizozemska | 4:3 | Kitajska | Miercurea Ciucu, Romunija |

| Poročilo tekme      | Poročilo tekme | Poročilo tekme | Poročilo tekme | Poročilo tekme |
| ------------------- | -------------- | -------------- | -------------- | -------------- |
| Začetek: ni podatka |                |                |                |                |

| 6. marec 1972 | Madžarska | 2:6 | Bolgarija | Miercurea Ciucu, Romunija |

| Poročilo tekme      | Poročilo tekme | Poročilo tekme | Poročilo tekme | Poročilo tekme |
| ------------------- | -------------- | -------------- | -------------- | -------------- |
| Začetek: ni podatka |                |                |                |                |

| 6. marec 1972 | Danska | 1:6 | Kitajska | Miercurea Ciucu, Romunija |

| Poročilo tekme      | Poročilo tekme | Poročilo tekme | Poročilo tekme | Poročilo tekme |
| ------------------- | -------------- | -------------- | -------------- | -------------- |
| Začetek: ni podatka |                |                |                |                |

| 6. marec 1972 | Avstrija | 4:2 | Nizozemska | Miercurea Ciucu, Romunija |

| Poročilo tekme      | Poročilo tekme | Poročilo tekme | Poročilo tekme | Poročilo tekme |
| ------------------- | -------------- | -------------- | -------------- | -------------- |
| Začetek: ni podatka |                |                |                |                |

| 8. marec 1972 | Italija | 7:1 | Kitajska | Miercurea Ciucu, Romunija |

| Poročilo tekme      | Poročilo tekme | Poročilo tekme | Poročilo tekme | Poročilo tekme |
| ------------------- | -------------- | -------------- | -------------- | -------------- |
| Začetek: ni podatka |                |                |                |                |

| 8. marec 1972 | Avstrija | 4:3 | Madžarska | Miercurea Ciucu, Romunija |

| Poročilo tekme      | Poročilo tekme | Poročilo tekme | Poročilo tekme | Poročilo tekme |
| ------------------- | -------------- | -------------- | -------------- | -------------- |
| Začetek: ni podatka |                |                |                |                |

| 8. marec 1972 | Bolgarija | 5:3 | Nizozemska | Miercurea Ciucu, Romunija |

| Poročilo tekme      | Poročilo tekme | Poročilo tekme | Poročilo tekme | Poročilo tekme |
| ------------------- | -------------- | -------------- | -------------- | -------------- |
| Začetek: ni podatka |                |                |                |                |

| 9. marec 1972 | Italija | 8:0 | Danska | Miercurea Ciucu, Romunija |

| Poročilo tekme      | Poročilo tekme | Poročilo tekme | Poročilo tekme | Poročilo tekme |
| ------------------- | -------------- | -------------- | -------------- | -------------- |
| Začetek: ni podatka |                |                |                |                |

| 9. marec 1972 | Avstrija | 4:2 | Bolgarija | Miercurea Ciucu, Romunija |

| Poročilo tekme      | Poročilo tekme | Poročilo tekme | Poročilo tekme | Poročilo tekme |
| ------------------- | -------------- | -------------- | -------------- | -------------- |
| Začetek: ni podatka |                |                |                |                |

| 9. marec 1972 | Madžarska | 6:1 | Nizozemska | Miercurea Ciucu, Romunija |

| Poročilo tekme      | Poročilo tekme | Poročilo tekme | Poročilo tekme | Poročilo tekme |
| ------------------- | -------------- | -------------- | -------------- | -------------- |
| Začetek: ni podatka |                |                |                |                |

| 11. marec 1972 | Avstrija | 2:2 | Kitajska | Miercurea Ciucu, Romunija |

| Poročilo tekme      | Poročilo tekme | Poročilo tekme | Poročilo tekme | Poročilo tekme |
| ------------------- | -------------- | -------------- | -------------- | -------------- |
| Začetek: ni podatka |                |                |                |                |

| 11. marec 1972 | Nizozemska | 2:4 | Danska | Miercurea Ciucu, Romunija |

| Poročilo tekme      | Poročilo tekme | Poročilo tekme | Poročilo tekme | Poročilo tekme |
| ------------------- | -------------- | -------------- | -------------- | -------------- |
| Začetek: ni podatka |                |                |                |                |

| 11. marec 1972 | Italija | 6:6 | Madžarska | Miercurea Ciucu, Romunija |

| Poročilo tekme      | Poročilo tekme | Poročilo tekme | Poročilo tekme | Poročilo tekme |
| ------------------- | -------------- | -------------- | -------------- | -------------- |
| Začetek: ni podatka |                |                |                |                |

| 11. marec 1972 | Bolgarija | 2:0 | Danska | Miercurea Ciucu, Romunija |

| Poročilo tekme      | Poročilo tekme | Poročilo tekme | Poročilo tekme | Poročilo tekme |
| ------------------- | -------------- | -------------- | -------------- | -------------- |
| Začetek: ni podatka |                |                |                |                |

| 12. marec 1972 | Madžarska | 3:3 | Kitajska | Miercurea Ciucu, Romunija |

| Poročilo tekme      | Poročilo tekme | Poročilo tekme | Poročilo tekme | Poročilo tekme |
| ------------------- | -------------- | -------------- | -------------- | -------------- |
| Začetek: ni podatka |                |                |                |                |

| 12. marec 1972 | Avstrija | 3:1 | Italija | Miercurea Ciucu, Romunija |

| Poročilo tekme      | Poročilo tekme | Poročilo tekme | Poročilo tekme | Poročilo tekme |
| ------------------- | -------------- | -------------- | -------------- | -------------- |
| Začetek: ni podatka |                |                |                |                |

#### Lestvica
OT-odigrane tekme, z-zmage, n-neodločeni izidi, P-porazi, DG-doseženo goli, PG-prejeti goli, GR-gol razlika, T-točke.
| #  | Reprezentanca | OT | Z | N | P | DG | PG | GR  | T  |
| -- | ------------- | -- | - | - | - | -- | -- | --- | -- |
| 14 | Avstrija      | 6  | 5 | 1 | 0 | 21 | 12 | +9  | 11 |
| 15 | Italija       | 6  | 4 | 1 | 1 | 31 | 13 | +18 | 9  |
| 16 | Kitajska      | 6  | 2 | 2 | 2 | 19 | 20 | -1  | 6  |
| 17 | Bolgarija     | 6  | 3 | 0 | 3 | 20 | 19 | +1  | 6  |
| 18 | Madžarska     | 6  | 2 | 2 | 2 | 31 | 24 | +7  | 6  |
| 19 | Danska        | 7  | 1 | 0 | 5 | 11 | 33 | -22 | 2  |
| 20 | Nizozemska    | 6  | 1 | 0 | 5 | 13 | 25 | -12 | 2  |

- Avstrijska in italijanska reprezentanca sta se uvrstili v skupino B.

## Končni vrstni red
1. Češkoslovaška
2. Sovjetska zveza
3. Švedska
4. Finska
5. Zahodna Nemčija
6. Švica
7. Poljska
8. ZDA
9. Vzhodna Nemčija
10. Romunija
11. Japonska
12. Jugoslavija
13. Norveška
14. Avstrija
15. Italija
16. Kitajska
17. Madžarska
18. Bolgarija
19. Nizozemska
20. Danska